# Білецька Ольга Валеріївна
Білецька Ольга Валеріївна  (7 липня 1974, с. Осички, Савранський район, Одеська область[джерело не вказане 43 дні]) — український історик. Дослідниця середньовічної історії, історичної географії і картографії (краєзнавство) півд. та півд.-зах. України, джерелознавець. 
Кандидат історичних наук. 
Має понад 100 наукових публікацій на історичну тематику[джерело не вказане 43 дні].

## Життєпис

### Освіта
У 1991[джерело не вказане 38 днів]—1996 роках здобувала історичну освіту у Одеському державному університеті ім. І. І. Мечникова.
У 1996 році захистила дипломну роботу за темою «Історія Осичок від найдавніших часів до наших днів» (науковий керівник — кандидат історичних наук, доцент С. В. Мілєвич)[джерело не вказане 43 дні]. 
З 1999 по 2004 рік навчалась в аспірантурі у Одеському державному університеті ім. І. І. Мечникова при кафедрі історії стародавнього світу та середніх віків.
А в 2005 році в Одесі на історичному факультеті О. Білецька захистила дисертацію «Поділля в другій половині XIV — першій половині XV ст.: політичний та соціально-економічний аспекти» (науковий керівник — кандидат історичних наук, доцент О. О. Радзиховська; офіційні опоненти: член-кореспондент НАН України, доктор історичних наук, заслужений діяч науки України, завідувач сектором Інституту історії НАН України М. Ф. Котляр та кандидат історичних наук, доцент кафедри історії України Кам'янець-Подільського державного університету МОН України С. В. Трубчанінов).
Апробація результатів дисертації здійснювалася у виступах на Міжнародній науковій конференції “Середньовічна Європа: погляд з кінця ХХ ст.” (Чернівці, 16-18 березня 2000 р.), на V читаннях, присвячених пам'яті проф. П.О. Каришковського (Одеса, 12-14 березня 2001 р.), на Міжнародній науковій конференції “Історичні колекції у книгозбірнях: проблеми збереження, вивчення і реконструкції” (16-17 вересня 2003, Одеса).

### Наукова кар'єра
По завершенню університету займалась вивченням історії Савранського району (у 1990-х роках працювала в Центральному державному історичному архіві України). Підсумком цих студій стала монографія «Савранщина: нарис історії від найдавніших часів до початку ХХ ст.», що вийшла друком у 2000 році.
У сфері наукових інтересів дослідження історії середньовічного Поділля (Східне Поділля, меншою мірою Західне Поділля) і Північного Причорномор'я.
У 2004 році вийшло друком монографічне дослідження, присвячене Поділлю «Поділля на зламі XIV—XV ст.: до витоків формування історичної області».
Була бібліотекарем Наукової бібліотеки і працівником 
відділу (музею) рідкісної книги та 
рукописів, та викладачем кафедри нової та новітньої історії Одеського національного університету імені Іллі Мечникова.
Спробувала свої сили О. В. Білецька і на перекладацькому терені, результатом чого став передрук розділу праці Г. Шеделя, присвячений Сарматії. 
Розділ «Про європейську область Сарматію» уславленої інкунабули Хроніки світу, де міститься цінна інформація про Україну, було вперше перекладено українською з латині та прокоментовано.
Після публікації з'явились рецензії як сучасних, так і іноземних вчених.